# Малатеста, Пандольфо I
Пандольфо I Малатеста (Pandolfo I Malatesta) (ок. 1267 – 6 апреля 1326) – итальянский кондотьер, сеньор Римини с 1317.
Сын Малатеста да Веруккьо (ум. 1312).
После смерти папы Бонифация VIII в 1304 завоевал Песаро, Фано, Сенигаллию и Фоссомброне, но уже в 1306 потерял все эти владения.
В 1317 г. после смерти старшего брата, Малатестино делл’Оккио, стал главой семьи Малатеста и сеньором Римини. В 1320 г. получил от папы Песаро.
С 1321 г. капитан-генерал (главнокомандующий) папских войск в войне против гибеллинов и урбинских Монтефельтро.
Жена – Тадеа да Римини. Дети:
- Малатеста II (1299–1364)
- Галеотто I (1299–1385)
- Катерина, жена Луиджи I Гонзага (1267–1360).

В 1326 году после смерти Пандольфо I началась борьба за наследство между его старшим сыном Малатеста II и племянником последнего – Феррантино. В результате был произведен раздел, по которому Малатеста II получил Песаро, Феррантино – Римини.